# Chicagská škola (architektura)
Chicagská škola nebo chicagský styl je označení stylu skupiny architektů, kteří pracovali v Chicagu a New Yorku koncem 19. století a v první čtvrtině 20. století (zejména v letech 1883 až 1893).
Vznik tohoto architektonického směru byl podmíněn několika skutečnostmi. První z nich byla snaha o pravidelnou segregaci pozemků v Chicagu z důvodu využití plochy města. Díky tomu vznikly ve městě bloky, které aby bylo možné využívat, bylo nezbytné zastavět do značné výšky. Jedním z důvodů byla také bezpečnost a odolnost vůči požárům. Konkrétně v Chicagu dva rozsáhlé požáry v letech 1871 a 1874 ve velké míře zdevastovaly město a vyžádaly si tak změnu používaných stavebních materiálů a zavedení používání ochranných vrstev obalující nosnou konstrukci.
Nejvýznamnějším znakem chicagské školy byl přechod od nosných stěn ke skeletovému systému, který zaručoval pevnost a stabilitu konstrukce i ve výškách do kterých se dosud budovy s omezenou plochou nedostávaly. Skelet byl i významným fasádním prvkem. Byl často přiznáván, rozčlenil fasádu a vytvářel tak jednoduchý a přirozeně působící vzor. Skelet vyplňovala vysoká okna, čímž bylo dosaženo vynikající proslunění prostor. Na fasádách se používaly také ve velké míře rostlinné motivy ovlivněny v Evropě rozšířenou secesí. Postupem času však přestávaly být na nových objektech užívány, čímž vynikl čistě funkční výraz staveb. Jedním ze znaků byla také funkční diferenciace podlaží; na spodních podlažích sloužily pro obchody a služby, na vyšších se potom nacházely kanceláře.

## Představitelé
- William LeBaron Jenney
- Louis Sullivan
- Dankmar Adler
- Burnham & Root
- William Holabird
- Martin Roche
- George H. Wyman

## Stavby

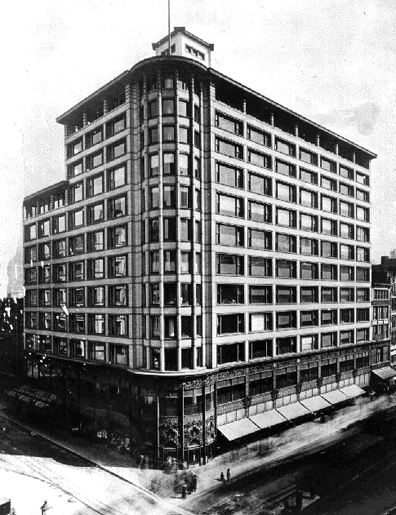
Louis Sullivan 's Carson, Pirie, Scott & amp; Co. Building

- "Flatiron" (Žehlička), New York, 1902, Daniel H. Burnham;
- Wainwright Building, St. Louise, Missouri, 1890, L.H.Sullivan;
- Guaranty Building, Buffalo, New York, 1895, L.H.Sullivan;
- Schlesinger & amp; Mayer Department Store, Chicago, 1904, L.H.Sullivan;
- Leiter Building, Chicago, 1879, W.L.Jenney;
- Home Insurance Building, Chicago, 1885, W.L.Jenney;
- Reliance Building, Chicago, 1895, Burnham & amp; root;
- Tacoma Building, Chicago, 1889, W.Holabird & amp; M.Roche